# Мелвін Лоренцен
Мелвін Лоренцен (англ. Melvyn Lorenzen, нар. 26 листопада 1994, Лондон) — угандійський футболіст, півзахисник клубу «Карпати» (Львів). Виступав, зокрема, за клуби «Вердер» та «АДО Ден Гаг», а також національну збірну Уганди.

## Клубна кар'єра
У дорослому футболі дебютував 2013 року виступами за другу команду клубу «Вердер II», в якій провів чотири сезони, взявши участь у 54 матчах чемпіонату.
Своєю грою за цю команду привернув увагу представників тренерського штабу головної команди, до складу якого почав залучатися 2013 року. Відіграв за бременський клуб наступні чотири сезони своєї ігрової кар'єри.
2017 року уклав контракт з клубом «АДО Ден Гаг», у складі якого провів наступні два роки своєї кар'єри гравця. Більшість часу, проведеного у складі «АДО Ден Гаг», був основним гравцем команди.
До складу клубу «Карпати» (Львів) приєднався 2019 року.

## Статистика виступів

### Статистика клубних виступів
| Клуб               | Сезон              | Ліга                      | Ліга | Ліга  | Кубок | Кубок | Інше | Інше  | Загалом | Загалом |
| Клуб               | Сезон              | Ліга                      | Ігор | Голів | Ігор  | Голів | Ігор | Голів | Ігор    | Голів   |
| ------------------ | ------------------ | ------------------------- | ---- | ----- | ----- | ----- | ---- | ----- | ------- | ------- |
| «Вердер II»        | 2013–14            | Регіональна ліга «Північ» | 13   | 4     | —     | —     | —    | —     | 13      | 4       |
| «Вердер II»        | 2014–15            | Регіональна ліга «Північ» | 2    | 0     | —     | —     | 1    | 0     | 3       | 0       |
| «Вердер II»        | 2015–16            | 3-я Ліга                  | 9    | 1     | —     | —     | —    | —     | 9       | 1       |
| «Вердер II»        | 2016–17            | 3-я Ліга                  | 30   | 2     | —     | —     | —    | —     | 30      | 2       |
| «Вердер II»        | Загалом            | Загалом                   | 54   | 7     | 0     | 0     | 1    | 0     | 55      | 7       |
| «Вердер»           | 2013–14            | Бундесліга                | 2    | 0     | 0     | 0     | —    | —     | 2       | 0       |
| «Вердер»           | 2014–15            | Бундесліга                | 3    | 1     | 0     | 0     | —    | —     | 3       | 1       |
| «Вердер»           | 2015–16            | Бундесліга                | 9    | 0     | 0     | 0     | —    | —     | 9       | 0       |
| «Вердер»           | Загалом            | Загалом                   | 14   | 1     | 0     | 0     | 0    | 0     | 14      | 1       |
| «АДО Ден Гаг»      | 2017–18            | Ередивізі                 | 20   | 1     | 1     | 0     | 1    | 0     | 22      | 1       |
| «АДО Ден Гаг»      | 2018–19            | Ередивізі                 | 22   | 2     | 1     | 0     | 0    | 0     | 23      | 2       |
| «АДО Ден Гаг»      | Загалом            | Загалом                   | 42   | 3     | 2     | 0     | 1    | 0     | 45      | 3       |
| Загалом за кар'єру | Загалом за кар'єру | Загалом за кар'єру        | 110  | 11    | 2     | 0     | 2    | 0     | 114     | 11      |

## Виступи за збірну
2016 року дебютував в офіційних матчах у складі національної збірної Уганди.